# Samir Ben Sallam
Samir Ben Sallam (Amsterdam, 3 juni 2001) is een Nederlands voetballer van Marokkaanse afkomst die doorgaans als middenvelder speelt.

## Clubcarrière

### Ajax
Samir Ben Sallam speelde zijn hele jeugd voor AFC Ajax. Hij begon in 2009 in de F-jeugd en doorliep de hele jeugdopleiding. In 2018 overtuigde hij FC Utrecht en werd aangetrokken om Jong Utrecht te versterken.

### FC Utrecht
In de zomer van 2018 stapte Ben Sallam als 17-jarige over van AFC Ajax naar Jong FC Utrecht, waar hij als 17-jarige bij de selectie zat van Jong FC Utrecht. 

### FC Volendam
In 2019 vertrok hij samen met Ibrahim El Kadiri naar FC Volendam. Hij debuteerde in het eerste elftal van Volendam op 15 november 2019, in de met 1-2 gewonnen uitwedstrijd tegen TOP Oss. Hij kwam in de 68e minuut in het veld voor Nick Runderkamp. Ben Salam speelde in drie seizoenen 44 wedstrijden voor FC Volendam. Met de club promoveerde hij in 2022 naar de Eredivisie, al fungeerde hij dat seizoen voornamelijk als invaller. Hierna liep zijn contract af.

### Karmiotissa
Ben Sallam vervolgde zijn loopbaan op Cyprus bij Karmiotissa FC uitkomend in de A Divizion.

### AS Trenčín
Ben Sallam sloot in februari 2024 aan bij het Slowaakse AS Trenčín.

### Statistieken
| Seizoen                   | Club             | Land           | Competitie     | Competitie | Competitie | Beker | Beker | Overig | Overig | Totaal | Totaal |
| Seizoen                   | Club             | Land           | Competitie     | Wed.       | Dlp.       | Wed.  | Dlp.  | Wed.   | Dlp.   | Wed.   | Dlp.   |
| ------------------------- | ---------------- | -------------- | -------------- | ---------- | ---------- | ----- | ----- | ------ | ------ | ------ | ------ |
| 2018/19                   | Jong FC Utrecht  | Nederland      | Eerste divisie | 0          | 0          | –     | –     | –      | –      | 0      | 0      |
| 2019/20                   | Jong FC Volendam | Nederland      | Tweede divisie | 16         | 3          | –     | –     | –      | –      | 16     | 3      |
| 2019/20                   | FC Volendam      | Nederland      | Eerste divisie | 1          | 0          | 0     | 0     | –      | –      | 1      | 0      |
| 2020/21                   | Jong FC Volendam | Nederland      | Tweede divisie | 2          | 0          | –     | –     | –      | –      | 2      | 0      |
| 2020/21                   | FC Volendam      | Nederland      | Eerste divisie | 27         | 1          | 1     | 0     | 1      | 0      | 29     | 1      |
| 2021/22                   | Jong FC Volendam | Nederland      | Tweede divisie | 12         | 0          | –     | –     | –      | –      | 12     | 0      |
| 2021/22                   | FC Volendam      | Nederland      | Eerste divisie | 13         | 0          | 1     | 0     | –      | –      | 14     | 0      |
| 2022/23                   | Karmiotissa FC   | Cyprus         | A Divizion     | 28         | 0          | 2     | 0     | –      | –      | 30     | 0      |
| 2023/24                   | Karmiotissa FC   | Cyprus         | A Divizion     | 12         | 0          | 1     | 0     | –      | –      | 13     | 0      |
| 2023/24                   | AS Trenčín       | Slowakije      | Niké Liga      | 4          | 0          | 0     | 0     | –      | –      | 4      | 0      |
| 2024/25                   | AS Trenčín       | Slowakije      | Niké Liga      | 21         | 0          | 2     | 0     | 2      | 0      | 29     | 0      |
| Carrièretotaal            | Carrièretotaal   | Carrièretotaal | Carrièretotaal | 136        | 4          | 7     | 0     | 3      | 0      | 145    | 4      |
| Bijgewerkt op 4 juni 2025 |                  |                |                |            |            |       |       |        |        |        |        |